# Ozarba bicoloria
Ozarba bicoloria är en fjärilsart som beskrevs av M.Gaede. Ozarba bicoloria ingår i släktet Ozarba och familjen nattflyn. Inga underarter finns listade i Catalogue of Life.